# Eleonora Plutyńska
Eleonora Plutyńska (ur. 12 listopada 1886 w Wiedniu, zm. 23 marca 1969 w Warszawie) – polska artystka plastyk.

## Życiorys
Urodziła się 12 listopada 1886 roku w Wiedniu, w rodzinie Stanisława Szczepanowskiego i Heleny z Wolskich. Jej młodszą siostrą była artystka Wanda Szczepanowska. Od 1902 uczęszczała na trwające dwa lata Kursy Malarstwa i Rysunku dla Kobiet im. Adriana Baranieckiego („Baraneum”), jej nauczycielem był m.in. prof. Józef Siedlecki. W 1910 wyjechała do Paryża i studiowała na Académie de la Grande Chaumière u Olgi Boznańskiej, od 1912 podróżowała po Europie i odwiedzając najsłynniejsze muzea czerpała wiedzę dotyczącą technik malarskich. Na drodze jej podróży znalazły się m.in. Włochy, Wielka Brytania, Holandia i Belgia. 
W 1923 rozpoczęła studia w warszawskiej Szkole Sztuk Pięknych u prof. Karola Tichego w Pracowni Tkaniny oraz u Józefa Czajkowskiego i Wojciecha Jastrzębowskiego na Wydziale Architektury Wnętrz, dyplom obroniła w 1934. 
Od 1926 należała do Spółdzielnia Artystów ŁAD, rok później została asystentem farbiarstwa w Pracowni Tkaniny Szkoły Sztuk Pięknych w Warszawie. W 1929 została zaangażowana do grupy organizatorów ekspozycji ŁADu na Powszechnej Wystawie Krajowej w Poznaniu. 
Po ukończeniu studiów rozpoczęła prace związane z odrodzeniem tkactwa ludowego w Sokółce i Janowie Podlaskim, zbierała doświadczenie, które postanowiła wykorzystać tworząc przy tworzeniu tkanin artystycznych. W 1934 uczestniczyła na zlecenie Katedry Etnografii Uniwersytetu Wileńskiego w reaktywacji ośrodka tworzącego dywany grodzieńskie z użyciem tkaniny dwuosnowowej. Od 1935 kierowała kursami farbiarstwa roślinnego w Muzeum Rzemiosł i Sztuki Stosowanej i w Szkole Przemysłu we Lwowie.
Podczas II wojny światowej prowadziła warsztat tkacki w Zalesiu Górnym, gdzie mieszkała razem ze swoją wieloletnią przyjaciółką, również artystką Zofią Baudouin de Courtenay. 
Od 1945 współpracowała z Wydziałem Wytwórczości Ministerstwa Przemysłu Lekkiego oraz z Biurem Nadzoru Estetyki Produkcji, równocześnie ponownie nawiązała współpracę z tkaczkami z okolic Białegostoku.  
W 1946 została zastępcą profesora i wykładowcą w Katedrze Tkaniny Artystycznej Akademii Sztuk Pięknych w Warszawie i pełniła tę funkcję do 1961.  
W 1948 zaangażowała się w utworzenie ośrodka tkackiego w Janowie k. Sokółki, dwa lata później dzięki jej kursom tkaczki z okolic Białegostoku zaczęły tworzyć nowy typ dywanów sokólskich w oparciu o tkaninę podwójną.  
W 1956 została profesorem nadzwyczajnym na Akademii Sztuk Pięknych w Warszawie, trzy lata później była współautorką książki „Tkanina polska”. Ostatnim projektem artystki była seria wzorów z motywami ludowymi stworzona w 1968 dla Instytutu Wzornictwa Przemysłowego. 
Była członkiem Związku Polskich Artystów Plastyków.

## Ordery i odznaczenia
- Krzyż Kawalerski Orderu Odrodzenia Polski (dwukrotnie: 10 listopada 1928[8], 19 lipca 1955[9])
- Złoty Krzyż Zasługi (15 lipca 1954)[10]
- Medal 10-lecia Polski Ludowej (1955)

## Nagrody
- Nagroda Ministra Kultury i Sztuki (1946)
- Nagroda Ministra Kultury i Sztuki (1966)

## Życie prywatne
Jej mężem od 1904 był historyk Antoni Plutyński.